# روبرت شو (موسيقي)
روبرت لوسون شو (بالإنجليزية: Robert Shaw)‏ (30 أبريل 1916 - 25 يناير 1999) هو قائد فرقة موسيقية الأكثر شهرة لعمله مع جوقة وأوركسترا كليفلاند وجوقة وأوركسترا أتلانتا السيمفونية.،
وهو أحد قادة فرق الكورال البارزين في عصره. يشتهر أفراد فرقته الغنائية بمهاراتهم الفنية وحيوية غنائهم. تفوق شو بأعماله الدرامية العالمية التي تحتاج لأعداد كبيرة من المغنين.

## سيرة
ولد شو في ريد بلوف، في الولايات المتحدة الأمريكية. والده القس شيرلي ر. شو. كان وزيرًا ، وكانت والدته مغنية حفلات. كان لديه أربعة أشقاء ، أحدهم كان المغني هولاس شو. التحق شو بمدرسة إيجل روك الثانوية في أوائل الثلاثينيات حيث غنى في الجوقات التي أخرجها هوارد سوان. رجل حصل لاحقًا على مهنة طويلة كمدير كورالي مشهور عالميًا في كلية أوكسيدنتال من عام 1934 حتى عام 1971، وكانت حياته المهنية وكتاباته عن موسيقى الكورال موضوع ندوة في المؤتمر الوطني لجمعية مديري الكورال الأمريكية في عام 1987. تخرج شو من كلية بومونا في دفعة عام 1938. بعد ذلك بوقت قصير، عُين شو من قبل قائد الفرقة الشعبية فرد ويرينغ لتجنيد وتدريب نادي الغناء الذي يغني مع الفرقة.

## روابط خارجية
- شو روبرت على موقع الموسوعة البريطانية (الإنجليزية)
- شو روبرت على موقع ميوزك برينز (الإنجليزية)
- شو روبرت على موقع أول ميوزيك (الإنجليزية)
- شو روبرت على موقع ديسكوغز (الإنجليزية)